# Upsilon Lupi
Upsilon Lupi (94 Lupi) é uma estrela na direção da constelação de Lupus. Possui uma ascensão reta de 15h 24m 45.03s e uma declinação de −39° 42′ 36.5″. Sua magnitude aparente é igual a 5.36. Considerando sua distância de 384 anos-luz em relação à Terra, sua magnitude absoluta é igual a 0.00. Pertence à classe espectral Ap....